# Ranunculus balangshanicus
Ranunculus balangshanicus är en ranunkelväxtart som beskrevs av Wen Tsai Wang. Ranunculus balangshanicus ingår i släktet ranunkler, och familjen ranunkelväxter. Inga underarter finns listade i Catalogue of Life.